# Torneo Súper 8 (vóley) 2010
El Torneo Súper 8 de 2010 fue el segundo torneo de su tipo y correspondió a la temporada 2009-2010 de la Liga A1. Se disputó entre el 12 y 16 de enero de 2010 con los ocho mejores equipos de la primera ronda de la temporada. El torneo se jugó en San Juan, en los estadios Aldo Cantoni y Nuestra Señora de Luján.
El campeón del torneo fue UPCN Vóley que venció en la final a Rosario Sonder en el Estadio Aldo Cantoni en San Juan.

## Equipos participantes
Del torneo participaron los ocho mejores equipos de la primera fase de la temporada al cabo de la primera ronda.
1.° Drean Bolívar
2.° UPCN Vóley
3.° Chubut Volley
4.° SOS Villa María
5.° Rosario Sonder
6.° La Unión de Formosa
7.° Gigantes del Sur
8.° Tigre Vóley

## Modo de disputa
Los ocho participantes se dividen en dos zonas de cuatro equipos cada una con base a los resultados que obtuvieron en la liga. Dentro de cada grupo, los cuatro participantes se enfrentaron una vez contra sus rivales y los dos mejores acceden a las semifinales. Los ganadores de semifinales disputan la final por el título mientras que los perdedores disputan el partido por el tercer puesto. Los grupos se conformaron por:
| Zona 1 - Drean Bolívar - SOS Villa María - Rosario Sonder - Tigre Vóley | Zona 2 - UPCN Vóley - Chubut Volley - La Unión de Formosa - Gigantes del Sur |

Sedes
- Zona 1: Estadio Nuestra Señora de Luján.
- Zona 2: Estadio Aldo Cantoni.

## Primera fase

### Zona 1
| Pos. | Equipo          | Partidos | Partidos | Partidos | Sets | Sets |
| Pos. | Equipo          | PJ       | PG       | PP       | SG   | SP   |
| ---- | --------------- | -------- | -------- | -------- | ---- | ---- |
| 1.º  | SOS Villa María | 3        | 2        | 1        | 7    | 5    |
| 2.º  | Rosario Sonder  | 3        | 2        | 1        | 7    | 5    |
| 3.º  | Drean Bolívar   | 3        | 1        | 2        | 6    | 7    |
| 4.º  | Tigre Vóley     | 3        | 1        | 2        | 4    | 7    |

|  |                                 |
|  | Clasificados a las semifinales. |

| Fecha       | Local           | Resul | Visitante      | Set 1 | Set 2 | Set 3 | Set 4 | Set 5 |
| ----------- | --------------- | ----- | -------------- | ----- | ----- | ----- | ----- | ----- |
| 12 de enero | SOS Villa María | 1 - 3 | Rosario Sonder | 23-25 | 25-21 | 22-25 | 25-27 |       |
| 12 de enero | Drean Bolívar   | 3 - 1 | Tigre Vóley    | 25-20 | 22-25 | 25-22 | 25-20 |       |
| 13 de enero | SOS Villa María | 3 - 0 | Tigre Vóley    | 25-22 | 25-21 | 25-20 |       |       |
| 13 de enero | Drean Bolívar   | 1 - 3 | Rosario Sonder | 18-25 | 16-25 | 25-22 | 17-25 |       |
| 14 de enero | Rosario Sonder  | 1 - 3 | Tigre Vóley    | 21-25 | 25-23 | 24-26 | 28-30 |       |
| 14 de enero | SOS Villa María | 3 - 2 | Drean Bolívar  | 25-23 | 17-25 | 20-25 | 25-12 | 15-6  |

### Zona 2
| Pos. | Equipo              | Partidos | Partidos | Partidos | Sets | Sets |
| Pos. | Equipo              | PJ       | PG       | PP       | SG   | SP   |
| ---- | ------------------- | -------- | -------- | -------- | ---- | ---- |
| 1.º  | La Unión de Formosa | 3        | 2        | 1        | 8    | 4    |
| 2.º  | UPCN Vóley          | 3        | 2        | 1        | 6    | 4    |
| 3.º  | Chubut Volley       | 3        | 2        | 1        | 7    | 6    |
| 4.º  | Gigantes del Sur    | 3        | 0        | 3        | 2    | 9    |

|  |                                 |
|  | Clasificados a las semifinales. |

| Fecha       | Local               | Resul | Visitante           | Set 1 | Set 2 | Set 3 | Set 4 | Set 5 |
| ----------- | ------------------- | ----- | ------------------- | ----- | ----- | ----- | ----- | ----- |
| 12 de enero | Chubut Volley       | 3 - 2 | La Unión de Formosa | 26-24 | 20-25 | 25-19 | 18-25 | 15-11 |
| 12 de enero | UPCN Vóley          | 3 - 0 | Gigantes del Sur    | 25-23 | 26-24 | 25-18 |       |       |
| 13 de enero | Gigantes del Sur    | 1 - 3 | Chubut Volley       | 19-25 | 25-23 | 22-25 | 24-26 |       |
| 13 de enero | UPCN Vóley          | 0 - 3 | La Unión de Formosa | 19-25 | 21-25 | 22-25 |       |       |
| 14 de enero | La Unión de Formosa | 3 - 1 | Gigantes del Sur    | 25-23 | 25-23 | 22-25 | 25-17 |       |
| 14 de enero | UPCN Vóley          | 3 - 1 | Chubut Volley       | 18-25 | 25-21 | 25-21 | 25-21 |       |

## Segunda fase
|  | Semifinales         | Semifinales |                |            | Final               | Final        |  |
|  |                     |             |                |            |                     |              |  |
|  |                     |             |                |            |                     |              |  |
|  | SOS Villa María     | 2           |                |            |                     |              |  |
|  | SOS Villa María     | 2           |                |            |                     |              |  |
|  | UPCN Vóley          | 3           |                |            |                     |              |  |
|  | UPCN Vóley          | 3           |                | UPCN Vóley | 3                   |              |  |
|  |                     |             |                | UPCN Vóley | 3                   |              |  |
|  |                     |             | Rosario Sonder | 1          |                     |              |  |
|  | La Unión de Formosa | 1           | Rosario Sonder | 1          |                     |              |  |
|  | La Unión de Formosa | 1           |                |            |                     |              |  |
|  | Rosario Sonder      | 3           |                |            | Tercer lugar        | Tercer lugar |  |
|  | Rosario Sonder      | 3           |                |            | Tercer lugar        | Tercer lugar |  |
|  |                     |             |                |            |                     |              |  |
|  |                     |             |                |            | La Unión de Formosa | 3            |  |
|  |                     |             |                |            | La Unión de Formosa | 3            |  |
|  |                     |             |                |            | SOS Villa María     | 1            |  |
|  |                     |             |                |            | SOS Villa María     | 1            |  |
|  |                     |             |                |            |                     |              |  |

### Semifinales
| Fecha       | Local               | Resul | Visitante      | Estadio              | Set 1 | Set 2 | Set 3 | Set 4 | Set 5 |
| ----------- | ------------------- | ----- | -------------- | -------------------- | ----- | ----- | ----- | ----- | ----- |
| 15 de enero | SOS Villa María     | 2 - 3 | UPCN Vóley     | Estadio Aldo Cantoni | 12-25 | 30-28 | 14-25 | 25-23 | 13-15 |
| 15 de enero | La Unión de Formosa | 1 - 3 | Rosario Sonder | Estadio Aldo Cantoni | 25-22 | 23-25 | 22-25 | 22-25 | —     |

### Tercer puesto
| Fecha       | Local               | Resul | Visitante       | Estadio              | Set 1 | Set 2 | Set 3 | Set 4 | Set 5 |
| ----------- | ------------------- | ----- | --------------- | -------------------- | ----- | ----- | ----- | ----- | ----- |
| 16 de enero | La Unión de Formosa | 3 - 1 | SOS Villa María | Estadio Aldo Cantoni | 19-25 | 25-20 | 25-16 | 25-18 | —     |

### Final
| Fecha       | Local      | Resul | Visitante      | Estadio              | Set 1 | Set 2 | Set 3 | Set 4 | Set 5 |
| ----------- | ---------- | ----- | -------------- | -------------------- | ----- | ----- | ----- | ----- | ----- |
| 16 de enero | UPCN Vóley | 3 - 1 | Rosario Sonder | Estadio Aldo Cantoni | 23-25 | 31-29 | 25-20 | 25-23 | —     |

Campeón
UPCN Vóley
Primer título